# Bario (Gattung)
Bario  ist eine Gattung von Süßwasserfischen aus der Ordnung der Salmlerartigen (Characiformes). Sie kommt im nördlichen und mittleren Südamerika im Amazonasbecken, im Einzugsbereich des Orinocos, weniger artenreich im Einzugsbereich von Río Paraguay, Río Paraná und Río Uruguay und mit einer Art im Stromgebiet des Rio São Francisco vor. Mit dem Rotaugen-Moenkhausia gehört zur Gattung ein relativ oft gehaltener Zierfisch.

## Forschungsgeschichte

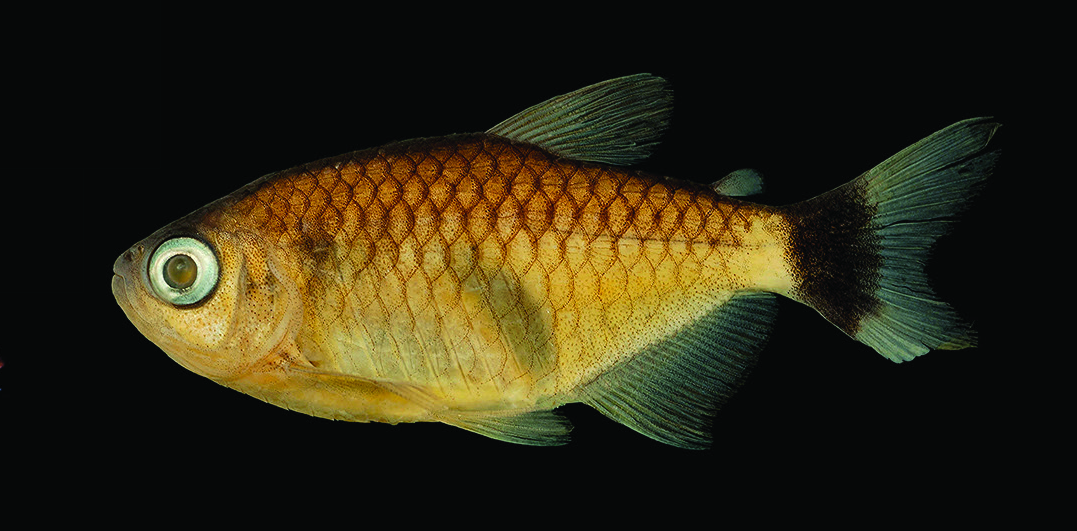
Bario forestii, Feuchtpräparat

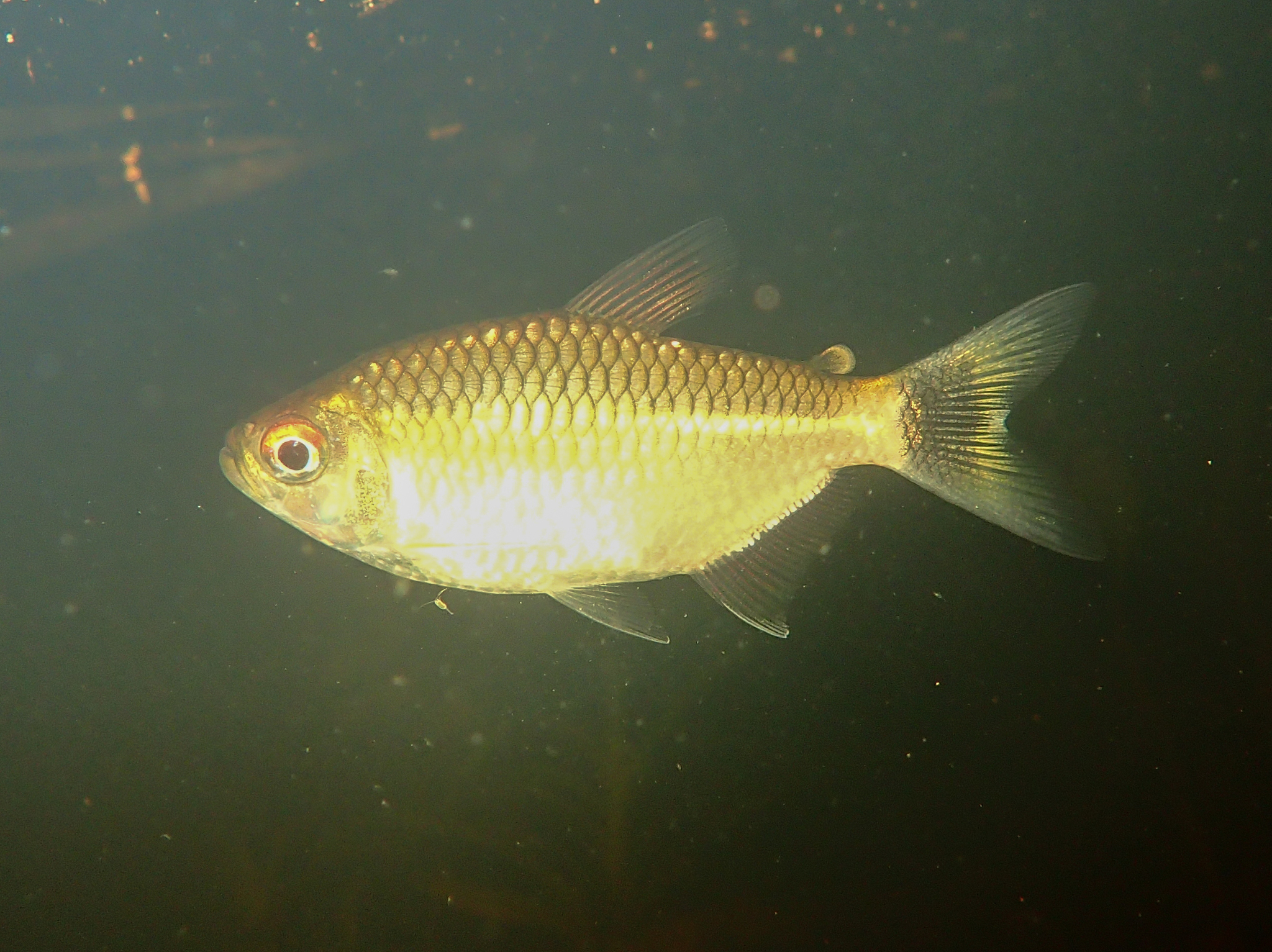
Bario oligolepis

Die Typusart der Gattung wurde 1893 durch den amerikanischen Zoologen und Ichthyologen Carl H. Eigenmann unter der Bezeichnung Tetragonopterus steindachneri erstmals wissenschaftlich beschrieben und zu Ehren des österreichischen Zoologen Franz Steindachner benannt. 1917 führte Eigenmann die Gattung Entomolepis für die Art ein, die jedoch 1940 durch Bario ersetzt wurde, da der Gattungsname Entomolepis durch eine Gattung der Ruderfußkrebse präokkupiert war. Bario war lange Zeit monotypisch. 2018 bemerkte der argentinische Ichthyologe Juan Marcos Mirande jedoch zahlreiche Gemeinsamkeiten zwischen Bario steindachneri und dem Moenkhausia oligolepis-Artenkomplex aus der nicht monophyletischen Gattung Moenkhausia. Im Zuge einer 2024 veröffentlichten Revision der „Echten Salmler“ wurde der Moenkhausia oligolepis-Artenkomplex in die Gattung Bario verschoben. Außerdem kam Hemigrammus skolioplatus aus der ebenfalls nicht monophyletischen Gattung Hemigrammus dazu.

## Merkmale
Gemeinsame Merkmale der Gattung Bario sind die dunklen Schuppenränder, wodurch eine netzartige Zeichnung auf dem Rumpf entsteht, ein senkrechter, dunkler, von hellen Rändern umgebener Fleck auf dem Schwanzstiel und vorderen Abschnitt der Schwanzflossen und in vielen Fällen tiefrote Augen.

## Arten
Zur Gattung Bario gehören zehn Arten:
- Bario australis (Eigenmann, 1908)
- Bario cosmops (Lima, Britski & Machado, 2007)
- Bario diktyota (Lima & Toledo-Piza, 2001)
- Bario forestii (Benine, Mariguela, Oliveira, 2009)
- Bario lineomaculata (Dagosta, Marinho & Benine, 2015)
- Schwarztupfen-Salmler (Bario oligolepis (Günther, 1864))
- Rotaugen-Moenkhausia (Bario sanctaefilomenae (Steindachner, 1907))
- Bario skolioplatus (Bertaco & Carvalho, 2005)
- Bario steindachneri (Eigenmann, 1893)
- Bario uirapuru (Ohara & Lima, 2015)